# Kazimierz Polus
Kazimierz Polus (ur. 10 września 1929 w Poznaniu, zm. 15 marca 1985 tamże), znany jako Rzeźnik z Wildy  – polski seryjny morderca, zabójca trzech osób, pedofil.

## Życiorys
Ukończył 7 klas szkoły podstawowej. Nie posiadał wyuczonego zawodu. Żonaty od 1950, w 1951 żona wniosła pozew o rozwód. 
Po raz pierwszy miał do czynienia z wymiarem sprawiedliwości w 1953 – został skazany za napad i gwałt na 10 lat więzienia. Odsiedział 7 lat. W 1961 został skazany za czyny lubieżne na kolejne 10 lat. Wyrok odsiedział w całości w Zakładzie Karnym w Kaliszu. 
Po wyjściu z więzienia zamieszkał w Szczecinie. Pracował w Szczecińskich Zakładach Celulozowo-Papierniczych. W maju 1971 w Szczecinie zamordował 8-letniego chłopca. Sekcja zwłok potwierdziła, że chłopiec przed śmiercią został zgwałcony.
W 1975 przeprowadził się do Poznania. Pracował w Wojewódzkim Przedsiębiorstwie Komunikacyjnym, później w Miejskim Przedsiębiorstwie Komunikacyjnym. Kolejnej zbrodni dopuścił się w grudniu 1975 – w Poznaniu zamordował 17-letniego chłopaka, wcześniej wykorzystując go seksualnie. W grudniu 1982 w okolicach Poznania (Plewiska, Luboń) dokonał kolejnego morderstwa, tym razem na 21-letnim mężczyźnie. 
5 stycznia 1983 został aresztowany. Akt oskarżenia trafił do Sądu Wojewódzkiego w Poznaniu w styczniu 1984. Zarzucono mu dokonanie trzech zabójstw na tle seksualnym oraz przywłaszczenie pieniędzy, należących do jednej z jego ofiar. 13 kwietnia 1984 został skazany na śmierć. Złożył apelację i wniosek o rewizję wyroku, jednak 18 września 1984 Sąd Najwyższy w Warszawie nie przychylił się do jego argumentów. Rada Państwa nie skorzystała z prawa łaski, więc 28 lutego 1985 sąd wydał postanowienie o terminie wykonania wyroku. Egzekucję wykonano w Areszcie Śledczym w Poznaniu 15 marca 1985.
Andrzej Gawliński przeanalizował modus operandi sprawcy w książce Rzeźnik. Kazimierz Polus – gwałciciel i morderca.